# Асача
Асача или Ассачинская сопка — комплекс вулканов, расположенный в южной части Камчатского полуострова. В наивысшей своей точке на западной вершине достигает 1911 метров над уровнем моря. Представляет собой массив конусов: три конуса западной группы с прилегающим к ним с востока конусом Жёлтый (1870 м). У подножия вулкана находится ещё несколько более низких конусов.
На западной части массива располагается ледниковый цирк с озером, склон массива изрезан разломами, ущельями и барранкосами. На вулкане наблюдается фумарольная активность.

## См.также
- Список вулканов России
- Вулканы Камчатки